# Sommet de l'OTAN de 1982
Pour un article plus général, voir Sommet de l'OTAN.
Le sommet de l'OTAN Bonn 1982 est le 6e sommet de l'OTAN, conférence diplomatique réunissant à Bonn, en Allemagne, le 10 juin 1982, les chefs d'État et de gouvernement des pays membres de l'Organisation du traité de l'Atlantique nord.